# Primitive Methodists
Die Primitive Methodists (Ursprüngliche Methodisten, auch Primitive Methodist Connexion oder Primitive Methodist Church) waren eine methodistische Freikirche, die von 1807/1812 bis Ende 1932 in Großbritannien existierte. In den USA existiert die Kirche bis heute.

## Gründung
Die Abspaltung der Primitive Methodists vom methodistischen Hauptstrom war nicht das Resultat theologischer Differenzen, sondern Ausdruck von Konflikten zu organisationspolitischen und kulturellen Differenzen innerhalb der Mitgliedschaft. So lehnte die Führung der Original Connexion die von den späteren Gründern der Primitive Methodists, Hugh Bourne und William Clowes, organisierten Camp Meetings – ganztägige Evangelisationen unter freiem Himmel mit relativ großem Raum für die Spontaneität der Teilnehmenden und enthusiastischen Elementen – wie auch den mit Verweis auf eine religiöse Gruppe des 17. Jahrhunderts als „ranting“ bezeichneten Predigtstil der zukünftigen Primitive Methodists als „nicht respektabel“ ab. Seitens der Gruppe um Bourne wurde dem methodistischen Mainstream vor allem der Mangel an innerorganisatorischer Demokratie in der Original Connexion – vor allem bezüglich der Mitsprache von Laien – und ein mit einer Anpassung an das anglikanische Establishment verbundenes Streben nach Respektabilität vorgeworfen. Auch befürworteten die Primitive Methodists zunächst die Laienpredigt von Frauen. Eine wichtige Rolle bei diesem Konflikt spielte weiterhin die Herkunft der meisten späteren Primitive Methodists aus der Arbeiterklasse, wohingegen sich die nationale wie die jeweilige örtliche Führung der Original Connexion aus der Mittelschicht rekrutierte; seitens der Primitive Methodists wurde dieser die Vernachlässigung der Mission in Armutsregionen vorgeworfen.

## Geschichte

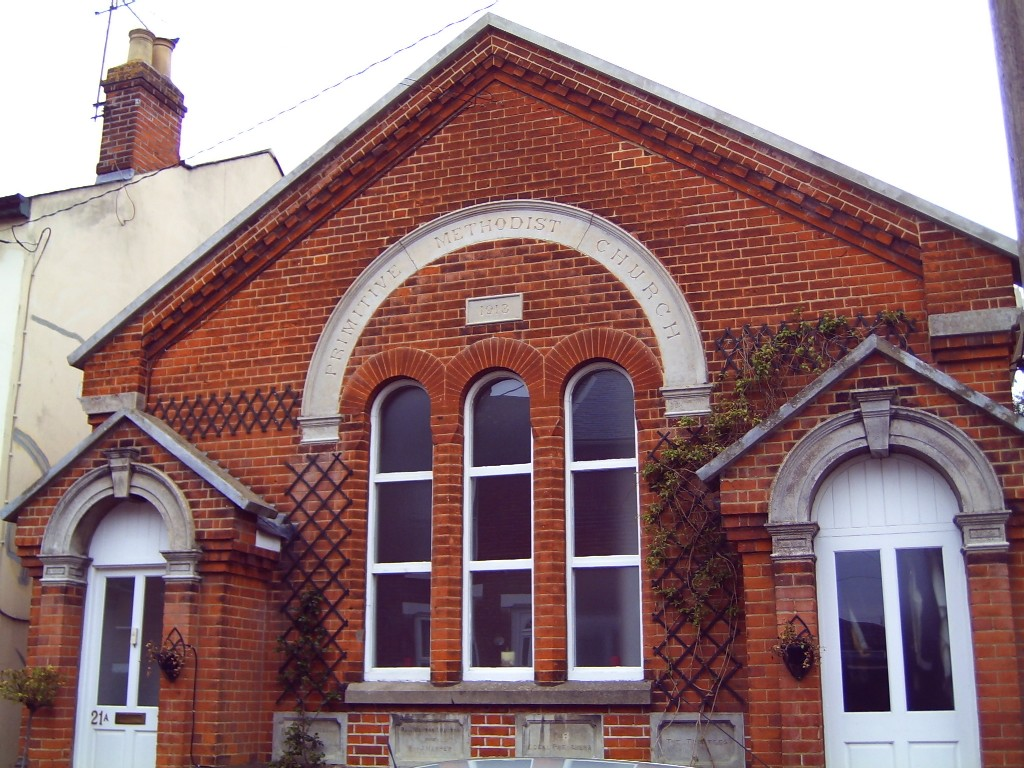
Ehemalige „Chapel“ der Primitive Methodists in Rowhedge/England (errichtet 1913)

Die Primitive Methodists wuchsen von 200 Mitgliedern 1811 auf 106.074 in mehr als 5.000 Gemeinden 1851 heran. Schwerpunkte der Kirche lagen in durch den Strukturwandel der industriellen Revolution geprägten Regionen wie Durham, Staffordshire, Derbyshire, Norfolk oder dem Norden von Wiltshire. In einigen Orten wie Rockland/Norfolk oder Brinkworth/Wiltshire waren die Primitive Methodists die zahlenmäßig dominierende Religionsgemeinschaft. Das Gros der Mitglieder rekrutierte sich aus in Dörfern lebenden, häufig durch die gesellschaftliche Entwicklung aus ihren bisherigen sozialen Zusammenhängen gerissenen Arbeitern, welche zumeist in Landwirtschaft, Bergbau oder Fischfang beschäftigt waren; in den Städten waren die Primitive Methodists mit Ausnahme von Sheffield weniger erfolgreich. Vielfach verfügten die einzelnen Gemeinden nicht über eigene Gebäude, sondern mieteten Räume an oder trafen sich in den Behausungen von Mitgliedern. In den Anfangsjahren bis 1843 kam es vielfach zur Behinderung der Primitive Methodists durch staatliche Stellen, so wurden vielfach Prediger als Aufrührer bezeichnet, festgenommen und teilweise (zu zumeist relativ geringen Strafen) verurteilt.
Die Primitive Methodists gehörten zu den ersten Kirchen, welche eine offizielle Position zu Tabak- und Alkoholkonsum verabschiedeten, so untersagten sie ihren Predigern 1822 – außer wenn aus medizinischen Gründen gefordert(!) – das Rauchen und beschlossen 1832 die entstehende Temperenzlerbewegung zu unterstützen.
Seit den 1840er Jahren waren auch bei den Primitive Methodists Tendenzen einer Institutionalisierung und Anpassung an den gesellschaftlichen wie religiösen Mainstream zu verzeichnen, was sich in dem starken Rückgang der Aktivität von Frauen, der Tendenz zum Bau eigener Kirchen (Chapels) und der Gründung theologischer Ausbildungsstätten bemerkbar machte. Auch schwächte sich die Frontstellung zur Official Connexion ab.
In der zweiten Hälfte des 19. Jahrhunderts spielten Mitglieder der Primitive Methodists, viele davon Laienprediger, in der Formierungsphase der britischen Gewerkschaften eine wichtige Rolle, zu nennen ist hier beispielsweise Georg Edwards (1850–1933), der die Landarbeitergewerkschaft in Norfolk leitete und von 1919 bis 1924 Unterhausabgeordneter der Labour Party war. Speziell in dieser Region überschnitten sich häufig die Strukturen der Primitive Methodists mit denen der Landarbeitergewerkschaft und der Labour Party.
Die Primitive Methodists in Großbritannien schlossen sich 1932 mit der Original Connexion und der United Methodist Church zur Methodist Church of Great Britain zusammen.
Die 1829 gegründete Primitive Methodist Church in the USA existiert bis heute und umfasste im Jahr 2000 ca. 4.500 Mitglieder in 79 Gemeinden.

## Mitgliederentwicklung
- 1811: 200
- 1821: 16.394
- 1836: 62.306
- 1851: 106.074
- 1856: 104.178
- 1876: 160.737
- 1891: 180.518
- 1906: 203.103
- 1911: 202.479
- 1914: 202.420[2]